# Une belle fille comme moi
Una chica tan decente como yo es una película francesa de 1972, dirigida por François Truffaut. La comedia, de 93 minutos de duración, Protagonizada por Bernadette Lafont, Claude Brasseur, Charles Denner, Guy Marchand, André Dussollier, Anne Kreis, Philippe Léotard, Gilberte Géniat y Michel Delahaye.

## Sinopsis
Camille Bliss, reclusa de una cárcel francesa, es escogida por Stanislav, joven profesor de sociología, para la edición de su libro: "Mujeres criminales". Mediante varias entrevistas el profesor indaga en la historia de Camille para poder analizar su forma de pensar y actuar. Así, es la propia Camille quien nos va relatando sus peripecias desde la más "tierna" infancia hasta el momento presente.

## Reparto
- Bernadette Lafont como Camille Bliss.
- André Dussollier como Stanislas Prévine.
- Claude Brasseur como Maître Murene.
- Charles Denner como Arthur.
- Guy Marchand como Sam Golden.
- Anne Kreis como Hélène.
- Philippe Léotard como Clovis Bliss.
- Gilberte Géniat como Isobel Bliss.
- Michel Delahaye como Marchal.
- Danièle Girard como Florence Golden.
- Jacob Weizbluth como Alphonse.